# FNS27時間テレビ (2018年)
『FNS27時間テレビ にほん人は何を食べてきたのか?』（エフエヌエスにじゅうななじかんテレビ にほんじんはなにをたべてきたのか?、英:  FNS 27hours TELEVISION A Japanese Bite）は、フジテレビ系列で2018年9月8日（土）18:30 - 9月9日（日）21:54（JST）まで放送された32回目となる『FNS27時間テレビ』。

## 概要
2018年5月5日に放送された『さんまのお笑い向上委員会』内で、司会の明石家さんまから「『FNS27時間テレビ』の放送決定と『向上委員会』の参加決定」が発表された。
その後、同年6月21日に番組の詳細が発表され、本年の番組テーマが「にほんの食」で、日本の食・食品・食材・料理を取り上げて、放送時期が前年に引き続き9月でかつ、ニュースを除く番組のほとんどが事前収録であることと、総合司会を2年連続で北野武（ビートたけし）、キャプテンを村上信五（関ジャニ∞）がそれぞれ務めることが発表された。2年連続の総合司会は中居正広（SMAPで務めた2014年とナインティナインとともに務めた2015年）以来3年ぶり、単独では島田紳助（2009年と2010年）以来8年ぶり。最年長MC記録を71歳で更新。7月以外の月に放送するのは、2年連続4回目となった。
放送時間は3年ぶりの27時間半であった。
たけしは自身がレギュラー出演し、本番組と放送時間帯が一部重複となった『新・情報7DAYS ニュースキャスター』（TBS系列、土曜22:00 - 23:24）の生放送を前年同様欠席したが、重複した時間帯に本番組内で放送された『ホンマでっか!?TV』部分にも出演しなかった。
平成最後の『FNS27時間テレビ』となった。宮内正喜が製作総指揮を務めた最後の回でもある（2019年の第33回からは制作代表として続投）。

## 主な出演者
総合司会
- ビートたけし

キャプテン
- 村上信五（関ジャニ∞）[注 3]

サポーター
- 林修（東進ハイスクール講師）

食堂長
- バカリズム

タビビト
- 上戸彩

毎時間修造
- 松岡修造

## 企画・コーナー

### 目玉企画
FNS対抗!メシの祭典
FNS27局のアナウンサーや、各都道府県にゆかりのあるタレントが集結。 各都道府県の名物や名店など「食」にまつわるご当地自慢トークバトルを繰り広げる。
- - MC:ビートたけし、村上信五、林修
  - 進行:山﨑夕貴（フジテレビアナウンサー）
  - 出演者:あき竹城、朝日奈央、井手らっきょ、小沢一敬（スピードワゴン）、ガダルカナル・タカ、金子昇、狩野英孝、菊地亜美、具志堅用高、近藤千尋、篠井英介、高橋愛、滝沢沙織、瀧本美織、壇蜜、西村瑞樹（バイきんぐ）、平成ノブシコブシ、前園真聖、松井愛莉、松田丈志、三山ひろし、村上ショージ、本村健太郎、森口博子、モーリー・ロバートソン、よゐこ（五十音順）、よしもと住みます芸人（キカンタレ、タナからイケダ、ぶんぶんボウル、飯めしあがれこにお、淀家萬月）、FNS系列局代表のアナウンサー[5]

### 通し・ドキュメント企画
にほん人食堂
メイン通し企画。
前回と同じように今年の番組全体のメインとして、各時代の各コーナー前に通し企画として行われた。
「にほん人食堂」をたけし、村上、上戸、林が巡りつつ、各時代ごとの食堂にてバカリズム食堂長がフリップ歴史で食べて来たものを説明する。解説は前回に引き続き、歴史学者の大石学が天の声「解説まなぶくん」として行う。
くいしん坊!万才Presents 毎時間修造
- - 出演者 - 松岡修造

1時間に一回松岡修造が食に関する名言を披露。
たけし村上のうじょう
戦後間もない時代を生きたたけしが食べていたものを紹介。また「たけし少年が食べていたおにぎり」「たけしが嫌いだったあの頃のにんじん」を再現するべく、村上と藤井弘輝アナウンサーが約60年前の種から水田での米栽培・畑でのニンジン栽培に挑戦した。
スタジオではサプライズでたけしの姉・北野安子が登場した。ロケには、バッタモンのたけしこと松村邦洋が参加した。

### タイムテーブル
グランドオープニング
古墳、飛鳥、奈良
- ホンマでっか!?TV
  - MC:明石家さんま
  - 進行:加藤綾子
  - 出演:ブラックマヨネーズ、磯野貴理子、島崎和歌子、マツコ・デラックス、渡部建（アンジャッシュ）、ギャル曽根

「ホンマでっか!?食堂」としてさんまが手料理を披露。また、食に関する「アナタはどっち派?得するホンマでっか!?」や専門家による知識の披露が行われた。
深夜コーナー
- さんまのお笑い向上委員会27時間テレビスペシャルf
  - MC:明石家さんま
  - アシスタント:久代萌美（当時フジテレビアナウンサー）
  - 出演:今田耕司、雨上がり決死隊、堀内健、関根勤、ずん、中川家、土田晃之、千鳥、ロッチ、平成ノブシコブシ、スピードワゴン、カミナリ、間寛平、村上ショージ、松尾伴内、ジミー大西　他

今回はさんま・久代が定食屋の店主・店員、向上委員がそれぞれ好きだったり思い入れのある食材・料理に扮してトークを行った。また、途中では毎年恒例であるビートたけし扮する「火薬田ドン」からの中継も挟まれた。
- 飯テロ-1 グランプリ
  - 出演:東野幸治、村上信五、渡部建、カンニング竹山、フォーリンデブはっしー、濱口優（よゐこ）、中岡創一（ロッチ）、勝俣州和、石原良純　他

2019年3月31日(日)12:00 - 14:00に『飯テラ-1グランプリ』と一部改題したうえで、関東ローカルで特番放送された。
- 免許皆伝
  - 出演:南原清隆、村上信五 / 青木愛、アキラ100%、塚田僚一（A.B.C-Z）

2019年4月27日(土)の土曜プレミアム枠（21:00 - 23:10）にて『ホンキで弟子入り!免許皆伝』とのタイトルで特番放送された。
平安
- 旅する落語
  - 出演:村上信五、千原ジュニア、ビートたけし　加藤シゲアキ（NEWS）、貫地谷しほり

鎌倉、室町
- めざましテレビ（生放送）
  - 出演:めざましテレビレギュラー、村上信五、伊野尾慧（Hey! Say! JUMP）
    - 尚、番組途中でテニスの4大メジャーの1つ、第138回全米オープンテニスの女子シングルス決勝にて大坂なおみ選手が日本人男女通じてシングルスにおけるグランドスラム初制覇が速報で入った。

  - 紙兎ロペ
    - 今回は「母ちゃんの味」を放送。
- 松岡修造の朝メシくいしん坊!万才
  - 出演:ビートたけし、村上信五、松岡修造

安土桃山
- 関ジャニ∞クロニクル
  - 出演:ビートたけし、関ジャニ∞

江戸
- 松岡修造の昼メシくいしん坊!万才
  - 出演:ビートたけし、村上信五、松岡修造
- あの人の歩き方
  - 出演:林修、爆笑問題、村上信五、本郷和人 / 筧利夫、高橋ひとみ、羽場裕一
- 学ぶヒストリー劇場
  - 出演:堤真一、村上信五、磯田道史、桐山照史（ジャニーズWEST）、石井正則、三田友梨佳（フジテレビアナウンサー）

明治、大正、昭和
- ニッポン道 あ!明治ングJAPAN
  - MC:林修
  - 進行:西山喜久恵（フジテレビアナウンサー）
  - 出演:ビートたけし、村上信五、石坂浩二、田中道子、厚切りジェイソン
- 痛快TV スカッとジャパン
  - MC:内村光良（ウッチャンナンチャン）
  - スタジオ出演:石原良純、村上信五、三田寛子、渡辺直美、指原莉乃（当時HKT48）、陣内智則
  - ドラマ出演:笹野高史、松下由樹、木下ほうか、長嶋一茂 他

昭和
- 池上彰&たけしが見た!世界が映した昭和のニッポン（『池上彰緊急スペシャル!』特別編）[6]
  - 出演: ビートたけし、池上彰、村上信五、高島彩、ゾマホン

平成
- サザエさん
  - 今回はサザエさん一家の食卓がテーマの作品を放送。2年ぶりのゲスト出演として村上信五が出演[7]。
- にほん人は何を食べてくのか日本の食遺産
  - MC:村上信五、松岡茉優
  - 出演:ビートたけし、所ジョージ、劇団ひとり
  - VTRリポーター：中間淳太（ジャニーズWEST）

様々な伝統食材を作る職人をスタジオに呼び、その取材を通して「未来に残しておきたい『食遺産』」を紹介する。また、たけし・所を始めとする著名人の『食遺産』や、AI技術を活用した「未来の料理」についても取り上げた。
2019年5月18日(土)15:50 - 17:20に同企画をベースにした特番『国宝にんげん』を関東ローカルで放送された。同企画に続き村上・松岡がMCを務め、たけしがパネラー として出演した。
グランドフィナーレ
- フジテレビ新人アナウンサー（井上清華・今湊敬樹・大川立樹・杉原千尋）によるスポンサー読み上げ。立会人として佐野瑞樹（フジテレビアナウンサー）も出演。

### 競馬中継
第32回産経賞セントウルステークス（阪神競馬場）および第63回京成杯オータムハンデキャップ（中山競馬場）を中継放送。
- - MC:佐野瑞樹・小澤陽子（フジテレビアナウンサー、『みんなのKEIBA』MC）
  - 出演:林修、西村まどか
  - レース実況：吉原功兼（関西テレビアナウンサー／セントウルステークス）・谷岡慎一（フジテレビアナウンサー／京成杯オータムハンデキャップ）
  - レース解説：細江純子（京成杯オータムハンデキャップ）・本来のトラックマンの松本ヒロシ（競馬エイト関東）、板津雄志（サンケイスポーツ関東）、高橋賢司（競馬エイト関西）は欠席。

## 番組テーマソング
- 関ジャニ∞「今」（INFINITY RECORDS）
  - 前年に引き続き、2年連続の番組テーマソングの起用で、『FNS27時間テレビ』で同じ楽曲が2年連続で番組テーマソングに起用されるのは『FNS27時間テレビ12・13』以来15年ぶりとなる。

## 視聴率
平均視聴率は7.3%（ビデオリサーチ調べ、関東地区、世帯・リアルタイム）。2016年の7.7%を下回り、27時間テレビ史上最低となった。また瞬間最高視聴率は『サザエさん』放送中の9日18時56分の15.4%（同）。
コーナー別視聴率は以下の通り（ビデオリサーチ調べ、関東地区・世帯・リアルタイム）。
| 視聴率 | 放送時間           | 当該時間帯に概ね放送されたコーナーの名称                                             |
| ------ | ------------------ | ------------------------------------------------------------------------------------ |
| 06.5%  | 8日 18:30 - 19:00  | グランドオープニング〜にほん人食堂                                                   |
| 07.8%  | 8日 19:00 - 21:00  | FNS対抗!メシの祭典〜たけし村上のうじょう                                             |
| 11.6%  | 8日 21:00 - 23:00  | ホンマでっか!?TV                                                                     |
| 07.9%  | 8日 23:00 - 翌1:00 | さんまのお笑い向上委員会                                                             |
| 04.4%  | 9日 1:00 - 5:00    | さんまのお笑い向上委員会〜飯テロ-1 グランプリ〜免許皆伝〜旅する落語                  |
| 04.6%  | 9日 5:00 - 6:00    | 旅する落語〜めざましテレビ                                                           |
| 07.0%  | 9日 6:00 - 9:00    | めざましテレビ〜松岡修造の朝メシくいしん坊!万才〜めざましテレビ〜関ジャニ∞クロニクル |
| 08.4%  | 9日 9:00 - 12:00   | 池上彰&たけしが見た!世界が映した昭和のニッポン〜松岡修造の昼メシくいしん坊!万才      |
| 06.0%  | 9日 12:00 - 16:00  | あの人の歩き方〜学ぶヒストリー劇場〜FNS対抗!メシの祭典                               |
| 07.1%  | 9日 16:00 - 18:30  | ニッポン道 あ!明治ングJAPAN〜痛快TV スカッとジャパン                                 |
| 09.6%  | 9日 18:30 - 21:54  | サザエさん〜にほん人は何を食べてくのか日本の食遺産〜グランドフィナーレ               |

## 関連番組

### 事前番組
27時間テレビまで○日! たけしも村上も撮影の裏側見せますSP
- 2018年9月5日 0:25 - 0:35
- 2018年9月6日 0:25 - 0:35
- 2018年9月7日 0:40 - 0:50
- 2018年9月8日 0:55 - 1:05

今夜の27時間テレビ公式ガイド
- 2018年9月8日 16:30 - 17:30

## スタッフ
FNSの日 制作実行委員会
- - 実行委員長：田村敬
  - 副委員長：塚越裕爾、金田耕司
  - 事務局長：髙橋伴文
  - 副事務局長：坪田譲治、立本洋之、齋藤翼
  - ネットワーク部：中島仁、松下緑、佐藤真紀子、天久悠、齋田悠
  - 編成：情野誠人、橋本英司、加藤達也、橋爪駿輝、安藤明、江花松樹
  - 広報宣伝室：池田綾子、鈴木文太郎
  - 営業推進部：丹羽花奈、橋口愛
  - データ放送：齋藤浩史、岩崎祐也
- 構成：田中直人、宮丸直子
- リサーチ：喜多あおい、菅將仁、高橋直子
- 作家：安部裕之、石原健次、今村クニト、宇野智史、梅村真也、海老克哉、遠藤昇輝、大井達郎、オークラ、岡田幸生、小川浩之、加藤正人、金森直哉、岐部昌幸、くらなり、コバヤシマナブ、櫻井昭宏、鈴木功治、須平敦宣、竹村武司、田中到、谷口聡、福原フトシ、藤谷弥生、松井洋介、丸山コウジ、森ハヤシ、矢野了平、山内正之、渡辺健久、渡邊亮太
- ナレーション：勝杏里、佐藤政道、鈴木省吾、平田広明、堀井真吾、茂木淳一、湯浅真由美

〈フジテレビ技術〉
- - 技術プロデューサー：長田崇
  - TD：斉藤伸介
  - TD・SW：池田幸弘、岩田一巳、大嶋徹、小川利行、佐々木信一、高瀬義美、高田治、田熊克二、馬塲義土、藤谷治男、古川毅、松井光太郎、真野昇太、宮崎健司、村川正晃、山上祐樹
  - カメラ：伊郷憲二、磯貝喜作、猪俣芳郎、上田軌行、遠藤俊洋、小笠原弘典、木下鉄也、小出豊、河野広樹、五江渕勝、小林知司、田辺絢一、中島敬、中山由貴、伴野匡、平尾徹、藤江雅和、前田正道、三村純一、村上信介、山本浩太郎、横山政照、涌田尚孝
  - 映像：石井徹、大西幸二、岡部菜穂子、香山達也、北村智宏、齋藤雄一、杉本雄亮、高橋正直、槌谷聡、栃木光信、富田祐介、土井理沙、蜷川太一、原啓教、皆本翔太、宮本学、横井甲児
  - 音声：浮所哲也、加瀬悦史、金子徹、神田英幸、木村瞬、久馬邦一、河野弘幸、佐藤浩一、高橋敬、中路豊隆、奈良岡純一、林昭一、日置健太郎、本間祥吾、元山拓巳、山田公次郎
  - 照明：穴田健二、安藤雄郎、岩村信夫、金子拓矢、川田敦史、黒井宏行、桑原伸也、小林敦洋、林利夫、藤澤勝、堀田耕二、松浦喬史、松田和樹、三觜繁、本澤啓史、森泉英男、吉田真矢
  - 放送技術：中田浩貴、加藤悠、島田亮
  - 技術協力：fmt、ニューテレス、共同テレビジョン、田中電設工業、サンフォニックス、明光セレクト、三穂電機、放映サービス、ティスマン・サービス、インターナショナルクリエイティブ、アークシステム、イマジカウェスト、オフィスユニオン、きさくや、グルーヴセンス、権四郎、jeen、J-WORKS、SWISH JAPAN、ダイビングショップWOW、長崎潜水、ビデオスタッフ、ビデオフォーカス、マルチバックス
    - フジテレビ・オール技術スタッフ

〈フジテレビ美術〉
- - 美術プロデューサー：三竹寛典
  - デザイナー：鈴木賢太、杉山宏樹、邨山直也、原田哲男
  - 美術進行：林勇、中村秀美、村瀬大、西嶋友里、椛田学、平山雄大、谷元沙紀、石田博己、福井大、鈴木あみ、三上貴子、堀内信武
  - CG統括・デザイン：木本禎子
  - CG制作：相馬揚介、八十嶋典子、武井裕介、安部彩、勝又透江、中村志穂、上床隼人、山田健介、千代祥子、竹内美恵、坂田亜希穂、アダチマサヒコ、板倉圭太、小室泰樹、森三平、村田那奈、ぴーたん、DEGIDELIC、The KingMaker、PARK GRAPHICS
  - 美術協力：東宝舞台、チトセアート、ナカムラ綜美、ヤマモリ、テレフィット、テルミック、興進電化、エスケイシステム、野沢園、京花園、東京特殊効果、千葉洋行、ファイバーワーク、山田かつら、京阪商会、東京衣裳、フジアール、インテリアマサル、新映美術工芸、高津商会、八木かつら、美粧屋
    - フジテレビ オール美術スタッフ
- 編集：横山勇介、赤道純也、井上真一、榎本裕紀、小川琢磨、小川将司、加藤慧、川口達也、木村信彦、後藤勝利、斉藤紗矢香、須永弘志、武井大彰、深沢佳文、古屋卓、星野裕也、水野智史、吉田裕樹
- MA：阿部雄太、足達健太郎、伊藤一馬、上松沙弓、姥谷充浩、片桐麻莉子、木村亮允、駒井仁、塩釜亮平、達林正幸、森川亨祐、吉田肇
- 編集協力：IMAGICA、共同テレビジョン、スタジオヴェルト、株式会社ENO.STURIO、JMC、ヌーベルアージュ
- 音響効果：田中寿一、阿部雄太、石崎野乃、上野大、江口尚人、大久保吉久、岡田淳一、北澤寛之、窪村友絵、鈴木勉、高橋秀治、千本洋、星裕介、松長芳樹、若林雄二、渡辺徹
- 写真・資料提供：PIXTA、お辨當箱博物館
- 映像協力：東本願寺、八重山漁業協同組合
- 撮影協力：我孫子市 旧井上家住宅、壱岐東部漁業協同組合、株式会社 太田精器、近藤牧場、佐藤動物プロダクション、三陸とれたて市場、すみだ北斎美術館、空と大地の丘 森本農園、道の駅富楽里とみやま、銘木工芸 山匠、EUROMIRAI、松本かやの、神山隆彦、名嘉地圭、OPEN MEALS（電通・山形大学・東北新社・デンソーウェーブ）、農研機構（国立研究開発法人農業・食品産業技術総合研究機構）
- 料理協力：ホロホロカンパニー 尾身奈美枝、渋澤雪絵、神田弘乃・宗河美幸、松山喬洋、㈱スタジオコーディー、魚菜学園 自由が丘お料理学校、日本デコずし協会（KAORU）、学校法人勝山学園宮城調理製菓専門学校
- 調査：アンサンヒーロー、KUA、株式会社聚珍社、スコープ、舘智美、tesoro
- 制作協力：アリソデナサソ、イースト・エンタテインメント、イースト・ファクトリー、ガスコイン・カンパニー、共同テレビジョン、クリエイト、SHO-GUN、スタッフラビ、SPIN GLASS、D:COMPLEX、TVBOX、テレコムスタッフ、花組、BERMUDA、ローリング
- 協力：T.Nゴン、ジャニーズ事務所、ワタナベエンターテインメント、マセキ芸能社、よしもとクリエイティブ・エージェンシー、IMG、ティヴィクラブ、オスカープロモーション、シス・カンパニー、タイタン、ナチュラルエイト、ヒラタインターナショナル
- サザエさん：森田浩光、渡辺恒也、田中洋一

『学ぶ ヒストリー劇場』ー明治維新ー英傑たちの肉食のすすめ
- - 助監督：大脇邦彦、川島達樹
  - 制作担当：姜勇気
  - ラインプロデューサー：砥川元宏
  - 撮影協力：松竹撮影所

『松岡修造の朝メシ・昼メシくいしん坊!万才』
- - 振付：三浦亨
  - ダンス：ダンシングオフィス西条
  - 音楽制作：川上慎一
- タイムキーパー：江野澤郁子、梅澤和世、楮本眞澄、後藤広子、色摩涼、鈴木裕恵、平野美紀子、星美香、本田悦子、槇加奈子、水越理恵、山本悦子
- デスク：福田有岐、市川亜季、梅都恵、榎本かすみ、小林琴美、筒井さより、弦牧和子、永島聖子
- フジテレビディレクター：姉崎正広、荒井勇輔、安藤正俊、池ヶ谷実希、池田哲也、石塚幸一、伊世憲造、板垣忠彦、糸川慶樹、井上真吾、井上光紀、井村秀樹、岩田浩介、上野潤也、上原伸、牛嶋創一、内田義之、大川剛史、大塚隆史、岡田実、岡亨、小澤雄一、小野田治矢、甲斐将之、勝木拓郎、齊藤直史、佐久間務、佐藤仁哉、佐藤秀樹、澤田親宏、城間康男、新谷辰雄、杉野幹典、杉原裕一、菅井祐介、鈴木剛、鈴木靖広、鈴木善貴、武山聡志、多田美保、谷悠里、谷口欽也、谷村政樹、玉野鼓太郎、近澤駿、角山僚祐、当麻晋三、冨田英男、中川将史、西田賢、畠山拓真、萬匠祐基、平岩憲和、夫馬教行、堀脇慎志郎、前田愛美、松澤祐介、三宅恵介、三好良太、森山奈央子、安井健、山上寛人、山下哲、袰川斉、吉川修、嘉元規人、渡邉清太、渡辺琢
- フジテレビプロデューサー：明石令奈、池田睦也、稲葉友紀子、乾弘明、薄木瑠里、瓜生夏美、大江菊臣、太田一平、緒方夏子、岡村恭子、小澤啓子、壁谷悌之、神尾昌宏、木月洋介、桐谷太一、児玉芳郎、小松純也、斉藤嘉久、佐久間茂、島本講太、鈴木康祝、田岸宏一、武田幹治、土屋健、坪井進一郎、利光智子、中島由布子、羽立甲治、濱潤、濱野貴敏、林田直子、原島雅之、平山瑠菜、廣瀬益己、藤本大介、堀川香奈、前夷久志、松尾やす子、松本祐紀、水野久美、三宅瑠衣子、本永巳樹、茂呂あゆみ、柳川由起子、山田治宗、若林美樹、渡邊俊介、渡邊貴
  - フジテレビ第二制作室 オールスタッフ
- 本部AD：勝部美帆、飯沼慶次郎、泉愛実、伊藤恭平、岡本卓真、小林海斗、斉藤健、阪本奈央、城山海周、菅谷美香、田口澪、林奈実、間島陸
- 本部AP：貞本有紀、足立宰、八木未果子
- 本部ディレクター：青木孝之、加藤武、木村剛、佐々木崇人、須貝暢夫、高橋寛之、田中良樹、峠奈緒、林千恵子、日置祐貴、廣井敦、吉脇丈志、藤田賢城、山田賢太郎
- 本部プロデューサー：金佐智絵、千葉洋美、菊岡郁枝、松本明美、安部公代、竹内承
- 番組テーマソング：関ジャニ∞「今」
- スペシャルオブザーバー：石毛直道、江原絢子、東四柳祥子
- 「にほん人食堂」監修：原田信男
- 歴史考証：大石学
- 歴史考証助手：佐藤宏之、柳生海正、守屋龍馬、小嶋圭
- 制作：佐々木将、岡康治
- プロデューサー：西村宗範、矢﨑裕明、上野貴央、塩田千尋
- 総合演出：竹内誠
- チーフプロデューサー：中嶋優一
- 制作著作：フジテレビ、フジネットワーク27社